# 上田晉也
上田晉也（日语：／ Ueda Shinya，1970年5月7日—），日本男性搞笑藝人、主持人。出身於熊本縣熊本市南區。搞笑組合奶油濃湯成員，担任吐槽，搭檔是有田哲平。所屬經紀公司是NATURALEIGHT。有「主持王」的美稱。

## 相關網站
- 奶油濃湯官方網站 - NATURALEIGHT （页面存档备份，存于）
- 上田晉也在互联网电影资料库（IMDb）上的資料（英文）